# Miķelis Krogzemis
Miķelis Krogzemis, noto anche con lo pseudonimo di Auseklis (Ungurpils, 18 settembre 1850 – San Pietroburgo, 6 febbraio 1879), è stato un poeta lettone.
Membro dei Giovani Lettoni, fu docente a San Pietroburgo; raggiunse la fama con Poesie (1873),nel quale idealizzava la Lettonia come una terra di bellezza unica e restia ad ogni dominazione straniera.